# Dean Baker

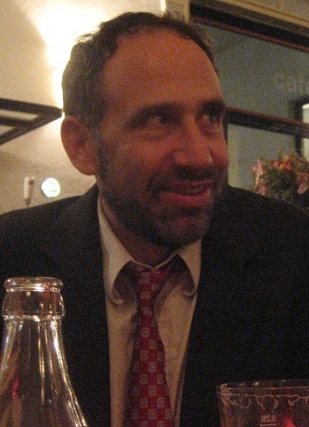
Dean Baker, 2007

Dean Baker (* 13. Juli 1958) ist ein US-amerikanischer Wirtschaftswissenschaftler und Publizist. Neben Mark Weisbrot ist er einer der Gründer des Center for Economic and Policy Research (CEPR), eine progressive Denkfabrik in Washington, D.C.

## Bildungsweg
1981 erwarb Dean Baker einen Bachelor in Geschichte vom Swarthmore College, gefolgt von einem Master in Wirtschaftswissenschaft von der University of Denver in 1983. 1988 promovierte er an der University of Michigan bei W.H. Locke Anderson mit einer Dissertation zur Logik der neoklassischen Konsumtheorie.

## Beruflicher Werdegang
Nach seiner Promotion arbeitete Dean Baker als Assistenzprofessur für Wirtschaftswissenschaft an der Bucknell University sowie als leitender Ökonom am Economic Policy Institute, wo er weiterhin als wissenschaftlicher Mitarbeiter tätig ist. Darüber hinaus beriet er unter anderem die Weltbank, das Joint Economic Committee des US-Kongresses und den Gewerkschaftsbeirat der OECD. 1999 gründete Dean Baker gemeinsam mit Mark Weisbrot das Center for Economic and Policy Research, um ein progressives Gegengewicht zu konservativen wirtschaftspolitischen Denkfabriken wie die Heritage Foundation oder das American Enterprise Institute zu schaffen. Neben seinen Tätigkeiten als Co-Direktor des CEPR, und im Beratungsausschuss von Truthout, ist Baker auch journalistisch tätig und schreibt für mehrere Zeitungen, darunter die Huffington Post, Kolumnen.

## Politische Positionen
Dean Baker vertritt progressive wirtschaftspolitische Positionen. Mit Hinblick auf die Zunahme der Einkommensungleichheit in den USA kritisiert er, dass hochqualifizierte Arbeitnehmer durch restriktive und undurchsichtige Berufszulassungsregeln vor Wettbewerb geschützt werden, während niedrigqualifizierte Arbeitnehmer durch Freihandelsabkommen und die uneingedämmte Einwanderung von Niedriglohnarbeitern aus dem Ausland einem starken Wettbewerbsdruck ausgesetzt werden. Darüber hinaus hat Baker in der Vergangenheit die Zinspolitik der Federal Reserve Bank als übermäßig über Inflationsrisiken besorgt dargestellt und für die "Vernichtung von Jobs" verantwortlich gemacht. Weitere Positionen beinhalten seine Kritik an den hohen Gehältern und Boni von CEOs in den USA, an den durch bestehendes Patent- und Kopierschutzrecht garantierten Monopolen auf geistiges Eigentum, der Erweiterung des Haftungsrahmens im Zusammenhang mit der Reform des Insolvenzrechts, der Beschränkung von Anwaltskosten bei Schadensersatzklagen, dem übermäßigen Schutz von KMUs und dem Schutz privatwirtschaftlicher Unternehmen vor Wettbewerb mit staatlichen Unternehmen.

## Bibliographie
- D. Baker, M. Weisbrot: Social Security: The Phony Crisis. University of Chicago Press, Chicago (IL) 1999, ISBN 0-226-03546-8.
- J. Bernstein, D. Baker: The Benefits of Full Employment: When Markets Work for People. Economic Policy Institute, Washington, D.C. 2003, ISBN 1-932066-04-7.
- D. Baker: The Conservative Nanny State: How the Wealthy Use the Government to Stay Wealthy and Get Richer. Center for Economic and Policy Research, Washington, D.C. 2006, ISBN 1-4116-9395-7.
- D. Baker: The United States Since 1980. Cambridge University Press, Cambridge, UK 2007, ISBN 978-0-521-67755-4.
- D. Baker: Plunder and Blunder: The Rise and Fall of the Bubble Economy. PoliPoint Press, Sausalito (CA) 2009, ISBN 978-0-9815769-9-2.
- D. Baker: False Profits: Recovering from the Bubble Economy. PoliPoint Press, Sausalito (CA) 2010, ISBN 978-0-9824171-2-6.
- D. Baker: Taking Economics Seriously. MIT Press, Cambridge (MA) 2010, ISBN 978-0-262-01418-2.
- D. Baker: The End of Loser Liberalism: Making Markets Progressive. Center for Economic and Policy Research, Washington, D.C. 2011, ISBN 978-0-615-53363-6.
- J. Bernstein, D. Baker: Getting Back to Full Employment: A Better Bargain for Working People. Center for Economic and Policy Research, Washington, D.C. 2013, ISBN 978-0-615-91835-8.
- D. Baker: Rigged: How Globalization and the Rules of the Modern Economy Were Structured to Make the Rich Richer. Center for Economic and Policy Research, Washington, D.C. 2016, ISBN 978-0-692-79336-7.